# Ave Maria (canção)
"Ave Maria" é uma canção gravada pela cantora americana Beyoncé para o seu terceiro álbum de estúdio I Am... Sasha Fierce. A canção foi escrita por Beyoncé Knowles, Amanda Ghost, Ian Dench, Makeba Riddick, Mikkel Storleer Eriksen e Tor Erik Hermansen sua produção foi feita por Beyoncé e Stargate. "Ave Maria" é uma reescrita feita por Franz Schubert de "Ave Maria".
Como afirmado por Amanda Ghost, "Ave Maria" foi inspirado em Beyoncé e em seu próprio respectivo casamento. A recepção da crítica em relação a música foi mista, muitos críticos elogiaram sua balada após o lançamento do álbum, "Ave Maria" estreou no UK Singles Chart no número 150 no dia 29 Novembro de 2008, com base em apenas downloads. A canção fez parte do set list da turnê I Am... Tour e foi incluída no álbum ao vivo I Am... World Tour.

## Antecedentes e desenvolvimento
"Ave Maria" foi escrito por Beyoncé Knowles, Amanda Ghost, Ian Dench, Makeba Riddick, Mikkel Storleer Eriksen e Tor Erik Hermansen enquanto a produção foi feita por Beyoncé e Stargate. A canção foi escrita em Bangladesh, Patchwerk e Silent Sound Studios em Atlanta, Georgia em 2008. Beyoncé trabalhou com Amanda Ghost para reescrever a música "Ave Maria" de Franz Schubert depois de ter coescrito "Disappear" em Londres. 
"Ave Maria" tem 3 minutos e 42 segundos de duração. De acordo com a partitura publicada no site Musicnotes pela EMI Music Publishing, "Ave Maria" é uma música com ritmo lento com 75 batimentos por minuto, definido em tempo comum e escrito na chave de dó maior. O alcance vocal de Beyoncé na música se estende a partir da nota musical B3 à E5. Os principais instrumentos que dominam a canção são o piano e corda.

No dia 8 de Novembro de 2008, Amanda Ghost disse ao jornal The Daily Telegraph que ela e Beyoncé se inspiraram em seus casamentos recentes e tinha andado até o altar ao som da canção. Durante a entrevista ela disse: 
| “ | Beyoncé mantém as referências ambíguas de Jay-Z, mas a música é o único lugar que ela pode ser incrivelmente expressiva - veja a letra da música "Ave Maria". Estávamos conversando sobre o quanto nós amamos a "Ave Maria" de Franz Schubert. Nós nos casamos recentemente e descobrimos que subimos ao altar ao som dessa canção. Então eu disse: não seria ótimo tentar reescrevê-la. E a letra é tem muito a ver com ela. Beyoncé fala sobre estar rodeada por amigos, mas está sozinha: "como pode o silêncio parece tão alto?" e depois "só há nós quando as luzes se apagam". Acho que essa é provavelmente a linha mais pessoal no álbum inteiro sobre ela e Jay, porque eles são muito reais, e eles estão muito apaixonados e deve ser muito difícil ter esse amor quando você está incrivelmente famoso. | ” |

## Performances ao vivo

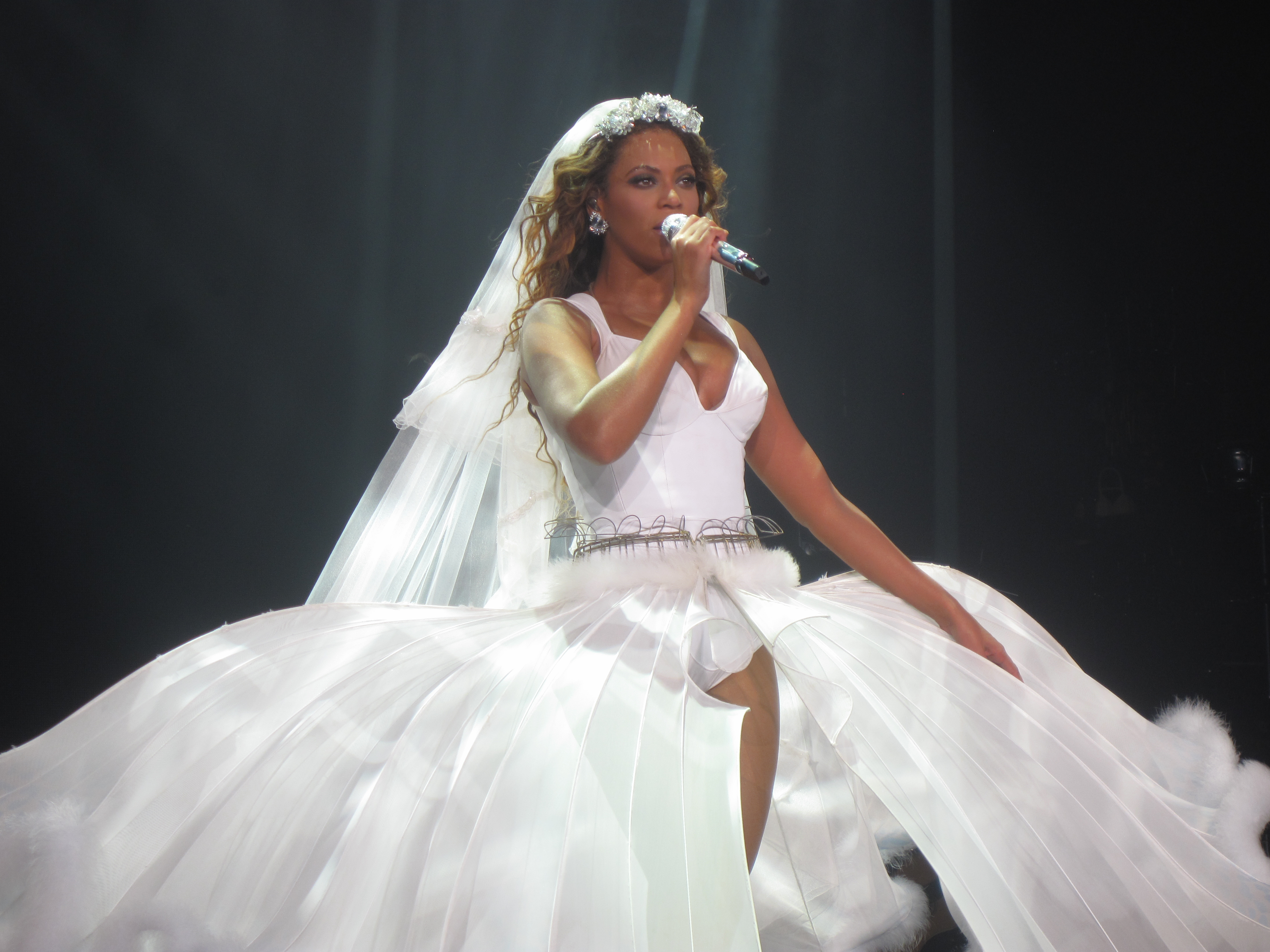
Beyoncé cantando "Ave Maria" durante a turnê I Am... Tour.

A canção fez parte do set list da turnê I Am... Tour. Beyoncé cantou a música em Sunrise, Flórida em 29 de Junho de 2009. De acordo com Parke Puterbaugh do New Records, o momento mais estranho do concerto foi Beyoncé "de maneira não ironia" da canção pelo qual ela de repente estava vestida em um vestido de noiva e véu. Beyoncé estava acompanhada por duas bateristas, duas tecladistas, uma percussionista, uma trompista, duas tecladistas, três vocalistas de apoio chamas the Mamas e a guitarrista Bibi McGill. A performance ao vivo da canção foi incluída no álbum ao vivo I Am... World Tour. Ela também cantou a música durante o BET Awards de 2009. Durante o mesmo evento, ela fez um cover da música "Angel" de Sarah McLachlan em homenagem a Michael Jackson. Beyoncé apareceu em um mini vestido branco angelical Balmain e de acordo com um escritor do jornal The Daily Telegraph, ela realizou uma "versão em movimento" de "Ave Maria".

## Créditos
Os créditos foram retirados do encarte do álbum I Am... Sasha Fierce.
- Beyoncé Knowles - compositor, produção, vocais
- Ian Dench - compositor
- Makeba Riddick - compositor
- Stargate - compositor, produção

## Desempenho
| Tabelas musicais (2008)        | Melhor posição |
| ------------------------------ | -------------- |
| Portugal - Top 30 Ring Tones   | 16             |
| Reino Unido - UK Singles Chart | 150            |